# Laznica
Laznica (en serbe cyrillique : Лазница ; en valaque : Lazniţa) est une localité de Serbie située dans la municipalité de Žagubica, district de Braničevo. Au recensement de 2011, elle comptait 1 721 habitants.
Laznica est officiellement classée parmi les villages de Serbie.

## Géographie
Laznica est la localité la plus importante située au nord de la vallée de Žagubica, dans la région d'Homolje.

## Démographie

### Évolution historique de la population
| 1948  | 1953  | 1961  | 1971  | 1981  | 1991  | 2002  | 2011  |
| ----- | ----- | ----- | ----- | ----- | ----- | ----- | ----- |
| 3 743 | 3 818 | 3 749 | 3 358 | 3 281 | 2 434 | 2 063 | 1 721 |

|  |